# Cotul Darabani
Cotul Darabani (în ucraineană Дарабанське плесо) este o rezervație hidrologică de importanță locală din raionul Hotin, regiunea Cernăuți (Ucraina), situată lângă satul satul omonim și orașul Hotin, de-a lungul Nistrului.
Suprafața ariei protejate constituie 32 de hectare și a fost înființată în anul 1994 prin decizia consiliului regional. A fost creată pentru a proteja zonele de reproducere a speciilor de pești industriali și rari. Nistrul este unul dintre puținele râuri din Europa în care s-a mai păstrat o populație viabilă de specii rare de pești, precum: cegă, virezub, morunaș, lostriță, țigănuș, etc. În lacul de acumulare Novodnistrovsk, 18 specii de pești sunt supuse protecției, dintre acestea, 2 sunt enumerate în Lista Roșie Europeană, 11 în Cartea Roșie a Uniunii Internaționale pentru Conservarea Naturii, 3 în Cartea Roșie a Ucrainei, 15 specii sunt protejate de Convenția de la Berna pentru conservarea vieții sălbatice europene și a habitatelor naturale. O atenție deosebită este acordată protecției a două specii de pești: cega și fusarul-mare, a căror populație este foarte mică, capturarea fiind strict interzisă.